# A New World Record
A New World Record es el sexto álbum de estudio de la banda británica Electric Light Orchestra, publicado por la compañía discográfica Jet Records en septiembre de 1976.

## Historia
Grabado en los Musicland Studios de Múnich, Alemania, al igual que su predecesor, A New World Record supuso el mayor éxito comercial de Electric Light Orchestra en el Reino Unido. Tras tres trabajos de estudio sin entrar en las listas de éxitos de su país natal, A New World Record supuso el primer álbum de la E.L.O. en alcanzar el top 10. A nivel global, el álbum también obtuvo un gran éxito comercial que permitió consolidar la posición de la Electric Light Orchestra como una de las bandas de rock con mayores ventas, alcanzando el estatus de multiplatino en Estados Unidos y en el Reino Unido. 
Jeff Lynne comentó sobre la composición de los temas de A New World Record en la reedición del álbum en 2006: «Las canciones comenzaron a emerger y la mayor parte vinieron rápido a mí. Para tener todos esos éxitos, era como... quiero decir, estaba realmente sorprendido. De estar haciéndolo bien durante, probablemente, tres o cuatro años para de repente estar en el mejor momento, fue algo muy extraño pero muy agradable».
El álbum incluye los sencillos "Telephone Line", que se convirtió en el primer sencillo en ser certificado como disco de oro en Estados Unidos, "Livin' Thing" y "Do Ya", además de "Rockaria!", publicado exclusivamente como sencillo para el mercado británico.

## Recepción
Tras su publicación, A New World Record obtuvo en general buenas reseñas de la prensa musical. Robert Christgau escribió: «Después de años de forcejeo, se han ido todo el camino y han hecho un álbum de The Moody Blues con cerebro, ganchos y riffs en abundancia. Mi favorita es "Rockaria!", sobre una muchacha que "ama el modo en que Puccini establece una melodía". Por supuesto, al principio pensé que era estrictamente para aquellos que tuvieron apreciación por la música en la escuela secundaria, como la muchacha. Pero ahora creo que es también para aquellos que lo odiaban, como yo». Bruce Eder, de Allmusic, comentó: «Abriendo con la opulenta orquestación de "Tightrope", que anuncia una producción perfecta en todo el álbum, A New World Record contieen siete de las mejores canciones del grupo. La influencia de The Beatles está presente, desde luego, pero desarrollada a un nivel superior de sofistificación y en los propios términos de Jeff Lynne, en lugar de ser imitativa en determinadas canciones. "Telephone Line" puede ser la mejor colaboración entre John Lennon y Paul McCartney que jamás existió, lírica y aumentando de una manera que logra hacerse eco de elementos de Revolver y de los Beatles sin llegar a imitarlos».
A nivel comercial, A New World Record fue uno de los trabajos de la Electric Light Orchestra más exitosos. Alcanzó el primer puesto de las listas de discos más vendidos de países como Australia, Canadá y Suecia, y entró en los primeros diez puestos de listas de países como Países Bajos, Nueva Zelanda, Alemania y Noruega. En los Estados Unidos, el álbum llegó al puesto cinco de la lista Billboard 200 y fue certificado como disco de platino por la RIAA, mientras que en el Reino Unido alcanzó la posición seis en la lista UK Albums Chart y fue también certificado como platino por BPI.

## Reediciones
El 11 de septiembre de 2006, Epic Records y Legacy Recordings publicaron una versión remasterizada de A New World Record con varios temas extra, entre ellos la canción inédita «Surrender», publicada también como sencillo promocional. «Surrender» alcanzó el puesto 81 en la lista británica UK Singles Chart.

## Portada del álbum
La portada de A New World Record muestra el logotipo de la Electric Light Orchestra diseñado por John Kosh por primera vez. El logotipo del grupo sería a posteriori incorporado en varias publicaciones, tanto en álbumes de estudio como en su mayoría álbumes recopilatorios. La portada también muestra el Empire State Building de Nueva York, que obtuvo el récord mundial del edificio más alto en 1931, si bien, irónicamente, en el momento de la publicación del álbum, el récord fue superado por el World Trade Center en 1972 y por la Sears Tower de Chicago en 1974.

## Lista de canciones
Todas las canciones compuestas por Jeff Lynne. 

| Cara A |                            |          |  |
| N.º    | Título                     | Duración |  |
| 1.     | «Tightrope»                | 5:03     |  |
| 2.     | «Telephone Line»           | 4:42     |  |
| 3.     | «Rockaria!»                | 3:14     |  |
| 4.     | «Mission (A World Record)» | 4:25     |  |

| Cara B |                    |          |  |
| N.º    | Título             | Duración |  |
| 1.     | «So Fine»          | 3:54     |  |
| 2.     | «Livin' Thing»     | 3:31     |  |
| 3.     | «Above the Clouds» | 2:16     |  |
| 4.     | «Do Ya»            | 3:43     |  |
| 5.     | «Shangri-La»       | 5:32     |  |

| Temas extra (reedición de 2006) |                                         |          |  |
| N.º                             | Título                                  | Duración |  |
| 10.                             | «Telephone Line»                        | 4:41     |  |
| 11.                             | «Surrender»                             | 2:37     |  |
| 12.                             | «Tightrope» (Mezcla alternativa)        | 4:55     |  |
| 13.                             | «Above the Clouds»                      | 1:14     |  |
| 14.                             | «So Fine»                               | 4:16     |  |
| 15.                             | «Telephone Line» (Versión instrumental) | 4:51     |  |

## Personal
- Jeff Lynne:voz, guitarra eléctrica, guitarra acústica, guitarra slide, piano y percusión
- Bev Bevan: batería, percusión y coros
- Richard Tandy: piano, minimoog, micromoog, teclados, guitarra eléctrica, clavinet, melotrón, percusión y coros
- Kelly Groucutt: bajo, percusión y coros
- Mik Kaminski: violín
- Hugh McDowell: chelo
- Melvyn Gale: chelo
- Mary Thomas: coros
- Patti Quatro: coros

## Posición en listas
| País           | Lista                        | Posición |
| -------------- | ---------------------------- | -------- |
| Alemania       | Media Control Top 100 Albums | 7        |
| Australia      | ARIA Albums Chart            | 1        |
| Austria        | Ö3 Austria Top 40            | 9        |
| Canadá         | RPM Albums Chart             | 1        |
| Estados Unidos | Billboard 200                | 5        |
| Japón          | Oricon LP Chart              | 60       |
| Noruega        | Top 40 albums                | 9        |
| Nueva Zelanda  | New Zealand Albums Chart     | 4        |
| Países Bajos   | MegaCharts                   | 2        |
| Reino Unido    | UK Albums Chart              | 6        |
| Suecia         | Albums Top 60                | 1        |

| Sencillo         | País           | Lista                      | Posición |
| ---------------- | -------------- | -------------------------- | -------- |
| «Livin' Thing»   | Austria        | Austrian Singles Cart      | 3        |
| «Livin' Thing»   | Australia      | ARIA Singles Chart         | 2        |
| «Livin' Thing»   | Canadá         | RPM Singles Chart          | 3        |
| «Livin' Thing»   | Estados Unidos | Billboard Hot 100          | 13       |
| «Livin' Thing»   | Irlanda        | Irish Singles Chart        | 6        |
| «Livin' Thing»   | Países Bajos   | Dutch Top 40               | 4        |
| «Livin' Thing»   | Reino Unido    | UK Singles Chart           | 4        |
| «Livin' Thing»   | Sudáfrica      | South Africa Singles Chart | 1        |
| «Rockaria!»      | Austria        | Austrian Singles Cart      | 7        |
| «Rockaria!»      | Australia      | ARIA Singles Chart         | 10       |
| «Rockaria!»      | Países Bajos   | Dutch Top 40               | 23       |
| «Rockaria!»      | Reino Unido    | UK Singles Chart           | 9        |
| «Do Ya»          | Estados Unidos | Billboard Hot 100          | 24       |
| «Telephone Line» | Australia      | ARIA Singles Chart         | 10       |
| «Telephone Line» | Canadá         | RPM Singles Chart          | 9        |
| «Telephone Line» | Estados Unidos | Billboard Hot 100          | 7        |
| «Telephone Line» | Reino Unido    | UK Singles Chart           | 8        |

## Certificaciones
| Fecha                   | País           | Organismo certificador | Certificación | Ventas certificadas |
| ----------------------- | -------------- | ---------------------- | ------------- | ------------------- |
| 6 de diciembre de 1976  | Estados Unidos | RIAA                   | Platino       | 1 000               |
| 19 de noviembre de 1976 | Reino Unido    | BPI                    | Platino       | 300 000             |
| 1 de octubre de 1977    | Canadá         | CRIA                   | Doble platino | 200 000             |